# Атмачићи
Атмачићи су насељено мјесто у општини Угљевик, Република Српска, БиХ. Према попису становништва из 2013. у насељу је живјело 439 становника.

## Становништво
По посљедњем службеном попису становништва из 1991. године, Атмачићи су имали 566 становника. Уз Јањаре, Глиње и Средњу Трнову, Атмачићи су село са већинским муслиманским становништвом.
| Националност       | 1991.        | 1981.        | 1971.        | 1961. |
| Муслимани          | 550 (97,17%) | 521 (94,56%) | 575 (98,29%) |       |
| Југословени        | 5 (0,88%)    | 30 (5,44%)   | 3 (0,51%)    |       |
| Срби               | 0            | 0            | 3 (0,51%)    |       |
| остали и непознато | 11 (1,94%)   |              | 4 (0,68%)    |       |
| Укупно             | 566          | 551          | 585          | '     |

1. ↑  Муслимани се данас изјашњавају као Бошњаци.